# جيف أندرو
جيف أندرو (بالإنجليزية: Geoff Andrew)‏ هو ناقد سينمائي بريطاني، ولد في 1953.

## وصلات خارجية
- جيف أندرو على موقع IMDb (الإنجليزية)
- جيف أندرو على موقع ميتاكريتيك (الإنجليزية)
- جيف أندرو على موقع روتن توميتوز (الإنجليزية)
- جيف أندرو على موقع كينوبويسك (الروسية)